# Visible Speech
Le Visible Speech (littéralement « parole visible ») est le système d'écriture créé et décrit, en 1867, par Alexander Melville Bell, connu en tant que professeur d'expression et d'orthoépie, auteur d'ouvrages sur ces sujets. C'est une transcription phonétique composée de symboles qui indiquent la position et le mouvement de la gorge, de la langue et des lèvres lorsqu'elles produisent les sons du langage. Le système a été utilisé pour aider les sourds à apprendre à parler.